# Бабукич, Векослав
Векослав (Алоизий) Бабукич (хорв. Vjekoslav Babukić; 16 июня 1812, Пожега — 20 декабря 1875, Загреб — хорватский писатель
, лингвист, переводчик, редактор, просветитель, деятель национального возрождения.

## Биография
Изучал философию в Сегеде. В 1832 году — окончил университет в Загребе.
В 1837 году стал доцентом международного права в Загребской юридической академии, в том же году, приняв новое иллирийское правописание Л.Гая, издал сочинение под названием: «Основания грамматики иллирийского языка», чем приобрёл себе такую славу, что все рукописи, назначенные для печати, проходили через его руки.
В. Бабукичу принадлежат большие заслуги в деле иллирийского возрождения в особенности, когда он занимал место учителя славянского языка в Загребской академии, между 1846 и 1850 г. Бабукич, кроме упомянутого, автор следующих сочинений:
- «Jllyrische Grammatik» (Вена, 1839),
- «Jllyrska Slovnica» (Загреб, 1864).

Вместе с Мажураничем занимался изданием словаря Дробнича. Он же написал грамматическое вступление к словарю Иосифа Дробнича, изданному иллирийской матицей; Учебник «Jllyrsko-nêmaečko-talianski mali rêčnik» (Вена, 184186—49) и наконец, был сотрудником, а около 1837 года редактором журнала «Illyrsca Danica».
Состоял членом «Иллирской Матицы».